# Grup de l'aubertita
El grup de l'aubertita és un grup de minerals format per quatre espècies de la classe dels sulfats: aubertita, magnesioaubertita, svyazhinita i wilcoxita. Totes aquestes espècies cristal·litzen en el sistema triclínic.
| Espècie           | Fórmula                            |
| ----------------- | ---------------------------------- |
| Aubertita         | CuAl(SO₄)₂Cl·14H₂O                 |
| Magnesioaubertita | (Ng,Cu)Al(SO₄)₂Cl·14H₂O            |
| Svyazhinita       | (Mg,Mn2+,Ca)(Al,Fe3+)(SO₄)₂F·14H₂O |
| Wilcoxita         | MgAl(SO₄)₂F·17H₂O                  |

## Classificació
Segons la classificació de Nickel-Strunz, la wilcoxita pertany a «07.DE: Sulfats (selenats, etc.) amb anions addicionals, amb H₂O, amb cations de mida mitjana només; sense classificar» juntament amb els següents minerals: mangazeïta, carbonatocianotriquita, cianotriquita, schwertmannita, tlalocita, utahita, coquandita, osakaïta, stanleyita, mcalpineïta, hidrobasaluminita, volaschioita, zaherita, lautenthalita i camerolaïta.
La resta de minerals del grup de l'aubertita pertanyen a "07.DB: Sulfats (selenats, etc.) amb anions addicionals, amb H₂O, amb cations de mida mitjana només; octaedres aïllats i unitats finites» juntament amb els següents minerals: khademita, rostita, jurbanita, minasragrita, ortominasragrita, anortominasragrita, bobjonesita, amarantita, hohmannita, metahohmannita, aluminocopiapita, calciocopiapita, copiapita, cuprocopiapita, ferricopiapita, magnesiocopiapita i zincocopiapita.